# Société transatlantique aérienne
La Société transatlantique aérienne (STA) est une compagnie aérienne française disparue, qui a opéré entre 1927 et 1954 dans les colonies françaises en Afrique et en Asie.

## Historique

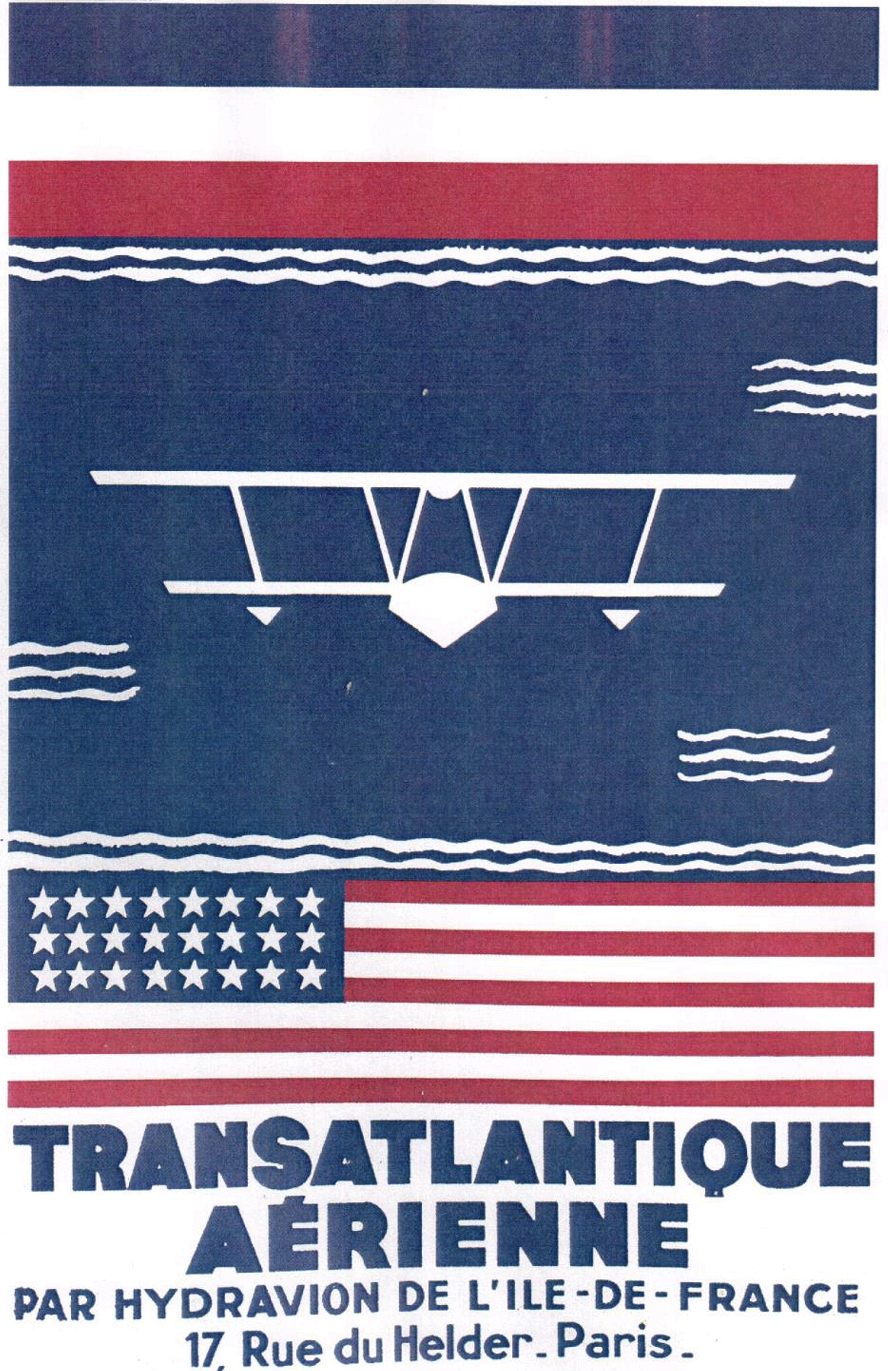
Affiche publique de la S.T.A, 1928.

La STA est fondée en 1927 par John Dal Piaz, président de la Compagnie générale transatlantique, avec un capital de 2 millions de francs. 
Initialement, son objet est de catapulter des hydravions depuis le paquebot Ile de France qui appartient à la Compagnie générale transatlantique pour gagner un jour dans l’acheminement du courrier postal. 
Les essais préliminaires ont lieu au Havre, sur un Lioré et Olivier, en présence d'André Homberg président de la Compagnie générale transatlantique et de Pierre Olphe-Galliard, administrateur-directeur de la société.
L’expérience fut abandonnée après une quinzaine de catapultages, car la concurrence transatlantique s’orientait vers des paquebots capables de traverser en un jour de moins. 
L’activité se réoriente vers le transport aérien dans les colonies françaises, surtout en Afrique. Après la Seconde Guerre mondiale, la STA est dirigée par Pierre Lehideux, avec comme directeur le baron Godefroy de Neufville. Elle travaille sur l’Afrique française et Madagascar, en transport à la demande. 

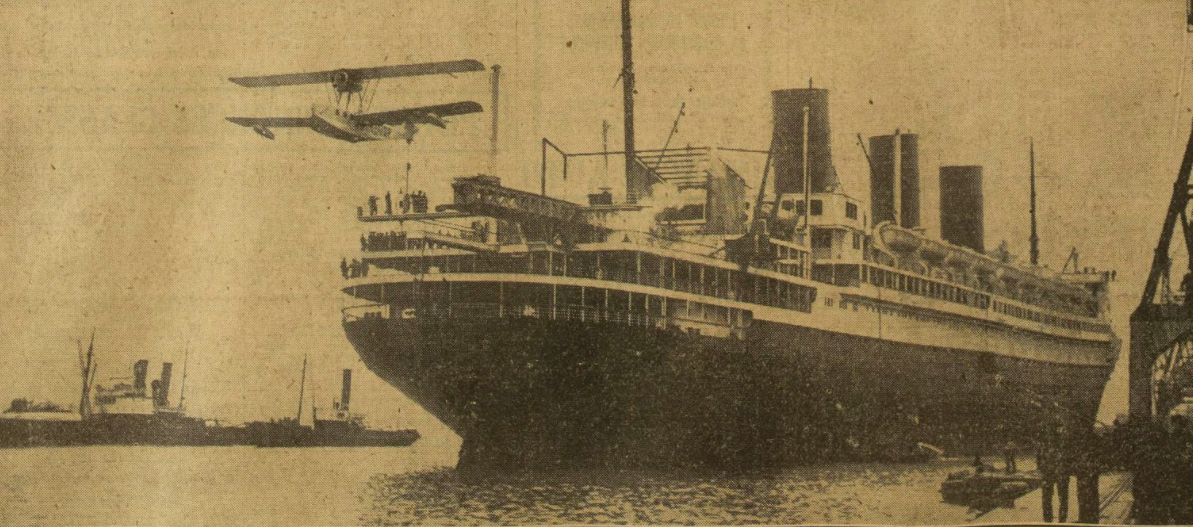
Essais de lancement par catapulte d'un hydravion transporté par le Ile de France.

Entre 1945 et 1950 sa flotte en Afrique se compose de six Douglas DC-3 dont certains sont loués à des entreprises locales. En coopération avec Air France, la société travaille entre les ports d'Afrique-Équatoriale française et du Cameroun vers la plupart des villes de l’intérieur, jusqu’au Tchad. Elle ouvre ainsi des agences à Dakar, Abidjan, Conakry, Fort-Lamy, Bangui et Brazzaville. 
En novembre 1952, elle prend le nom de Société transafricaine aérienne, sans que cela rende ses affaires plus florissantes. Elle disparaît en 1954 après avoir vendu ses 
Douglas C-47 Skytrain. 
En Indochine française, la société possède plusieurs Junkers Ju 52. Le 1er septembre 1947, elle en loue un premier à la COSARA (Comptoirs Saïgonnais de Ravitaillements), une entreprise fondée à Saïgon le 9 septembre 1947 par un marseillais, Maurice Loubière. En fin d'année 1947, la STA loue un deuxième Ju 52 à la COSARA et prend quelques parts dans la Compagnie. Ces Ju 52 sont des avions à hélices trimoteurs avec une capacité de chargement de deux tonnes et leur vitesse de croisière est de 300 kilomètres à l'heure. Par la suite, la COSARA achètera ses propres avions, des Douglas DC-3, à la compagnie suisse Swissair. La branche aviation de la COSARA est alors nommée Société Transatlantique Aérienne d'Extrême Orient STAEO.